# Jan Karel Hraše

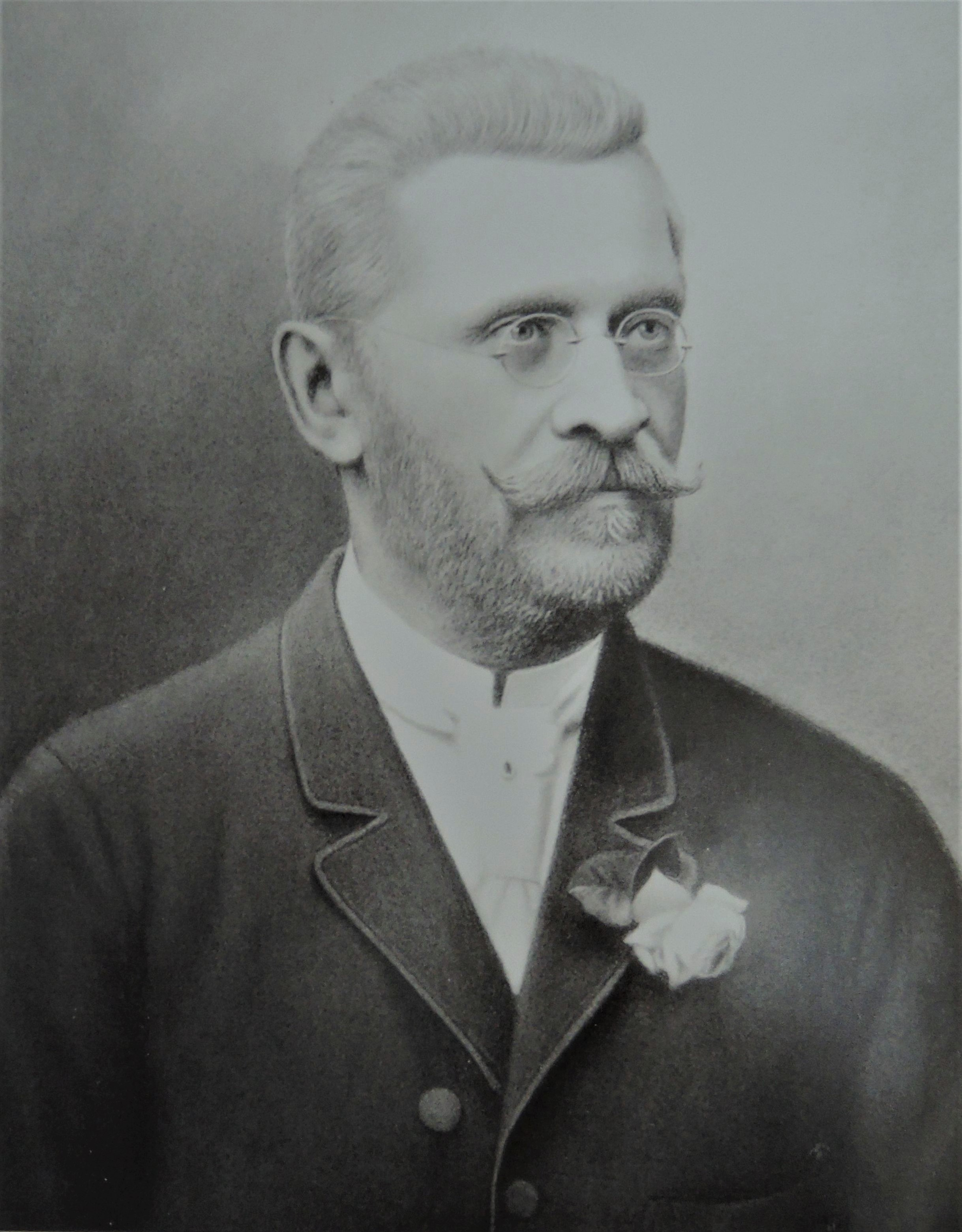
Jan Karel Hraše, kolem roku 1895

Jan Karel Hraše (2. dubna 1840 Rataje u Bechyně – 6. května 1907 Náchod) byl český pedagog – ředitel škol, archeolog, spisovatel, historik, okresní konzervátor a zakladatel muzea v Náchodě.

## Životopis
Narodil se v rodině mlynáře, absolvoval hlavní školu (německou) v Českém Krumlově, potom gymnázium v Písku a Filozofickou fakultu – historii v Praze (1861–1864). Od mládí se zajímal o archeologii, již v roce 1864 zkoumal mimo jiné také pohanská pohřebiště okolo jihočeské říčky Smutné, v Bechyni na zámku uspořádal archeologickou sbírku (1868–1870). Velký vliv na něho měly přednášky Jana Erazima Vocela.
Po absolvování filozofické fakulty Karlo-Ferdinandovy univerzity v Praze učil na reálkách v Litoměřicích (do 1868) a pak v Náchodě a od roku 1871. Zde byl ředitelem měšťanských škol, v letech 1873–1890 okresním školním inspektorem. Po svém penzionování se mohl plně věnovat svým zálibám, historii a archeologii.

## Dílo

### Sbírání památek
V Náchodě založil městské muzeum (1881), pro něž nastřádal mnoho movitých památek, a dále uspořádal městský archiv. Byl dlouholetým c. a k. konzervátorem památkové péče hradeckého, chrudimského a čáslavského kraje. V roce 1885 byl jmenován dopisujícím členem c. a k. ústřední komise pro zachování památek (Vídeň) a členem Archeologického sboru Českého musea. Do Národního muzea rovněž daroval několik pozoruhodných památek z oborů archeologie a uměleckého řemesla z východních či severních Čech.

### Publicistika
Jan Karel Hraše již v mládí psal do časopisů (např. Lumír, Český lid, Otavan) a brzy se stal významným spisovatelem a uznávaným historikem; psal také pod pseudonymem Jan Smutný (podle říčky Smutné u rodné obce). Je též autorem příruček a přehledů pro školy. Dodnes jsou vydávána některá jeho díla.

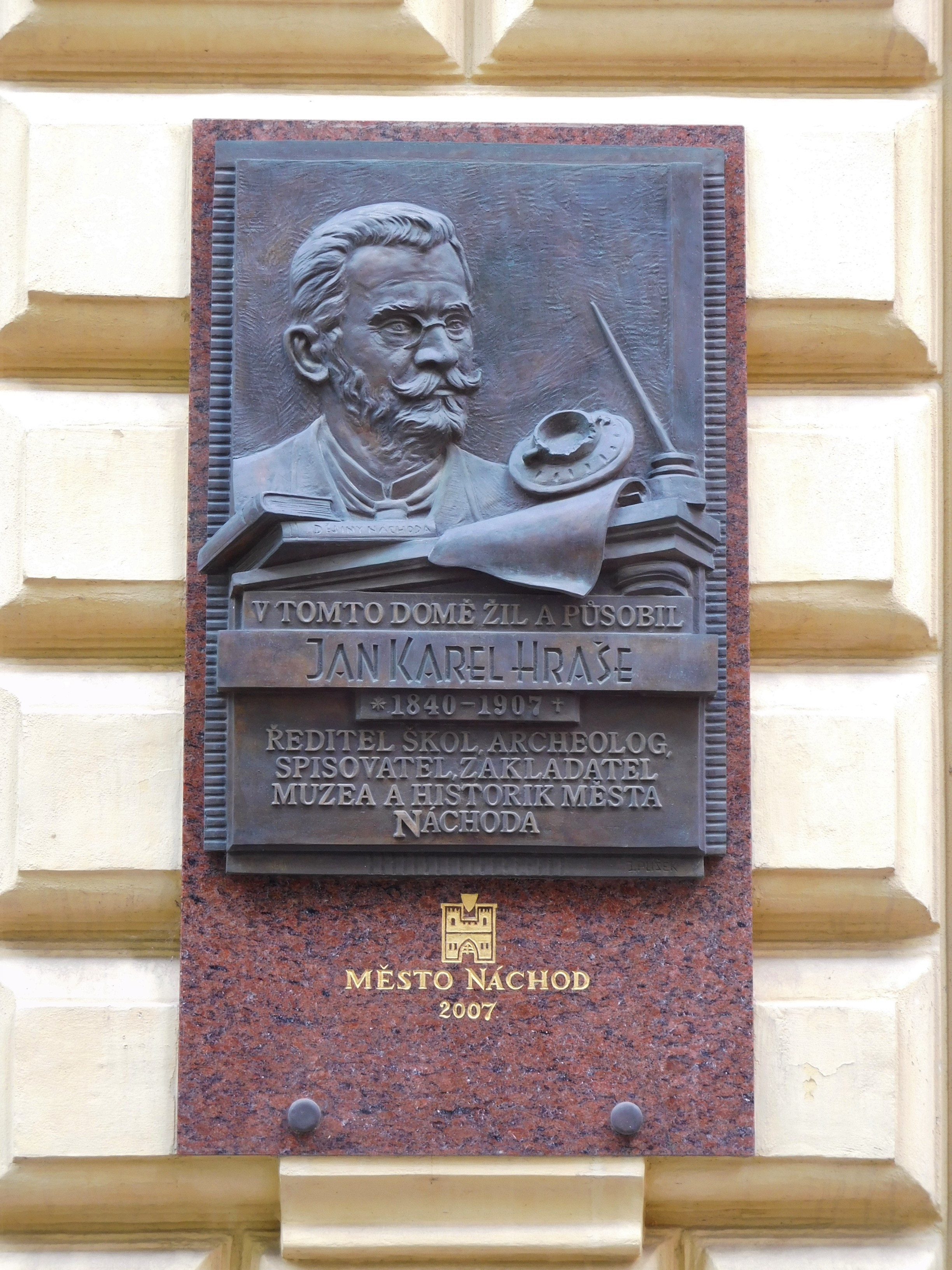
Pamětní deska v Hrašeho ulici v Náchodě

## Posmrtné připomínky

### Náchod
V Náchodě (kde je i pochován) se konal k 100. výročí úmrtí „Slavnostní literárně hudební večer k poctě Jana Karla Hraše“, ve škole byla odhalena pamětní deska, v muzeu byla uspořádána výstava jeho archeologické a sběratelské činnosti.

### Naučná stezka – Jan Karel Hraše
V lesíku Na Homoli, jižně od obce Rataje, objevil historik a spisovatel Jan Karel Hraše desítky mohyl. Nejen pohanské hroby lákají až do současnosti ke vsi archeology, kteří chtějí stopy minulosti přiblížit veřejnosti. Proto u Ratají vznikla nová naučná stezka věnovaná právě tomuto zdejšímu rodákovi.
Do vsi tak zavítalo několik badatelů, kteří chtěli být u otevření stezky. Trasa je pro pěší a cyklisty na horských kolech. Jde o místa, na nichž v 60. a 70. letech 19. století Jan Karel Hraše působil a podnikal své první průzkumy.
Patnáctikilometrová trasa tak začíná u Hrašeho rodného domku, nemine Valy ratajské, tedy pozůstatek středověkého tvrziště, zbylé mohyly a turisté mohou pokračovat do Haškovcovy Lhoty a k panelům zachycujícím archeologické metody, pravěk na Ratajsku neboli Hrašovu pravěkou krajinu. Trasa má sedm zastavení a na dřevěných panelech jsou umístěné fotografie a informace o Hrašeho nálezech.
Kromě archeologů stojí také za realizací naučné stezky samotná obec. Projekt je vyvrcholením dlouholeté spolupráce s jihočeskými archeology.
Trvá asi od roku 2002, kdy tady prováděli výzkum a lidé začali díky nim blíže poznávat osobnost Jana Karla Hraše. Během let byla na jeho rodný dům umístěna pamětní deska, uspořádána výstava jeho nálezů a nakonec otevřena naučná stezku.

### Pověst o Jakubu Kubatovi
Jako první zpracoval Hraše v roce 1875 pověst o rychtáři ze Zbudova Jakubu Kubatovi, který byl roku 1581 popraven. (knižně vyšlo v roce 1878 v jeho publikaci Národní pověsti a pohádky). Poté, co doklady o příběhu studoval a zveřejnil František Miroslav Čapek, byl Čapkovou zásluhou na Zbudovských Blatech postaven v roce 1904 Kubatův pomník.

### Knihy, spisy z oboruarcheologie,místopisuadějepisua knihy pro mládež
- Zemské stezky, strážnice a brány v Čechách (1884, 2. vyd. 1886);[5]
- Průvodce Náchodem (1893);
- Turista v Náchodě (1895)
- Dějiny Náchoda (díl I. 1895) dále hojné sbírky pověstí a pohádek národních, bajek a
- Povídky našeho lidu (1868–72, 5 d.);
- Pohádky národní (1873);
- Kytice z českých národních pověstí (1874);
- Naše mládež (1876);
- Obrazy ze života panovníkův z domu Habsbursko Lotrinského (1876);
- České pověsti, pohádky a báchorky (1877);
- Národní pověsti a pohádky (1878)[4]
- Babiččino vypravování (1880);
- Povídky ze života naší mládeže (1880);
- Jarý věk, Jádra, Mladá léta;
- Padesát nových původních bajek českých;
- Ořechy (1882);
- Z naší minulosti (1884, 2 d.);
- Ze starých dob (1885, 2 d.)
- Z říše bájí (1888);
- Z dávných dob (1889);
- Zrnka (1890);
- Vojny a trampoty (1891);
- Dětský svět (1892);
- Národní zkazky (1894).
- Nové bajky (Třebíč,1891);
- Zkazky z našich vod a lesů (Praha, 1896);
- Náchod (Náchod, 1902);
- Ze starých přástev (Písek, 1902);
- Národní pohádky, pověsti a historické obrázky (Praha, 1903, 2. opr. vyd.)

### Hry
- tragédie Bohuš a Božena (Lužičan, 1869)
- hry pro mládež:
  - 1884 Krasata
  - 1884 Láska k vlasti
  - 1886 Krakonoš